# 坂本忠久 (歴史学者)
坂本 忠久（さかもと ただひさ、1959年6月2日 - ）は、日本法制史学者、東北大学大学院法学研究科教授。

## 来歴
埼玉県秩父市生まれ。埼玉県立熊谷高等学校をへて、1983年早稲田大学法学部卒、金沢大学大学院修士課程修了、1991年大阪大学大学院法学研究科博士課程単位取得退学。1992年千葉大学法経学部助教授、2001年教授、2012年東北大学大学院法学研究科教授。1998年「天保改革の法と政策」で東北大学法学博士。

## 著書
- 『天保改革の法と政策』創文社 1997
- 『近世後期都市政策の研究』大阪大学出版会 2003
- 『近世都市社会の「訴訟」と行政』創文社 2007
- 『近世江戸の都市法とその構造』創文社 2014

編纂
- 『藩法史料叢書 1 佐野藩』編 創文社 2000

## 論文
- Cinii

## 注
1. ↑  『現代日本人名録』2002年
2. ↑  『近世江戸の都市法とその構造』著者紹介